# Bandera de Bretanya
La bandera de Bretanya, anomenada Gwenn-ha-du, literalment "blanc i negre" en bretó. També és utilitzada (encara que no de manera oficial) al departament francès de Loire-Atlantique.
Les dimensions de la bandera no estan fixades, i van de 9:14 cm a 8:12 m. La bandera no és únicament utilitzada per associacions culturals i autonomistes sinó per tothom en general. Durant molts anys, l'administració considerà la bandera un símbol separatista, però aquesta actitud ha canviat i actualment la bandera ja no inclou connotacions polítiques i apareix a tot arreu, fins i tot en edificis públics juntament amb les altres banderes oficials. És molt utilitzada a tota Bretanya i es troba en nombrosos ajuntaments bretons. Degut a la manca de legislació sobre les banderes regionals a França, la bandera també oneja en vaixells. El disseny dels erminis pot variar però la més freqüent és la mostrada a la imatge superior.
Alguns bretons diuen que és l'única bandera al món blanca i negra, tot i que, de fet, també n'hi ha d'altres com la del Cantó de Fribourg, la de Ceuta, la de Cornualla i la de Lisboa entre d'altres. El que sí que és cert és que segurament és l'única bandera del món que a les desfilades es porta sobre el cap.
La bandera va ser creada el 1923 per Morvan Marchal. Es va inspirar en les banderes dels Estats Units i de Grècia, ja que aquests dos països eren vistos llavors respectivament com a símbols de llibertat i democràcia.
Les nou barres horitzontals representen les diòcesis tradicionals de Bretanya en les quals històricament el ducat va ser dividit. Les cinc barres negres representen les comunitats on es parla francès i gal·ló (Dol, Nantes, Rennes, Saint-Malo i Saint-Brieuc). Les quatre barres blanques representen al seu temps les diòcesis on es parla bretó (Trégor, Léon, Cornouaille i Gwened. L'ermini fa referència al Ducat de Bretanya.

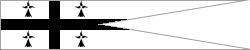

## Altres banderes blanques i negres

Bandera del cantó suís de Friburg
Bandera de sant Piran o de Cornualla
Bandera de Ceuta
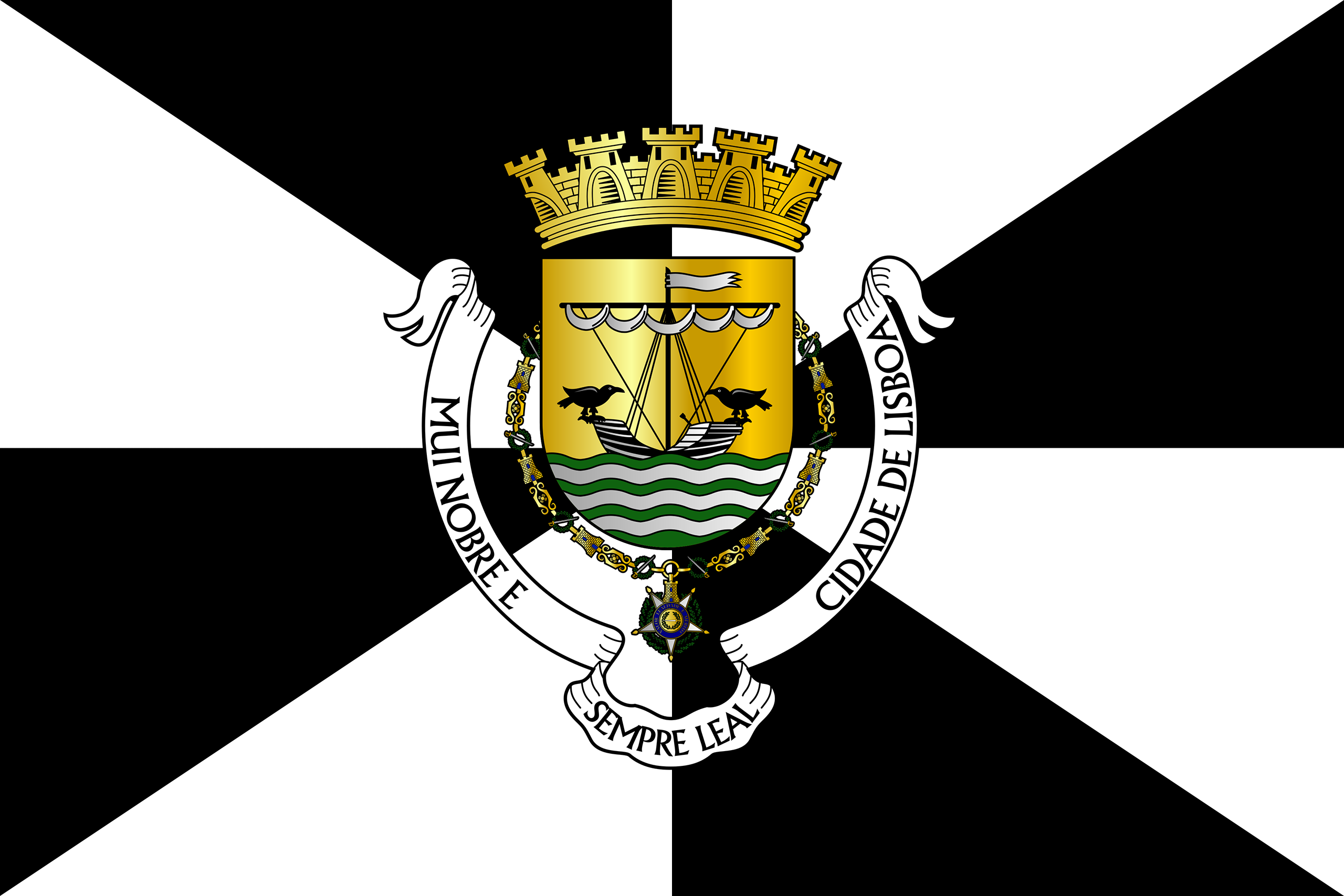
Bandera de Lisboa
Bandera de Fígols
Bandera de Súria
Bandera de Vilamacolum
Bandera de Vilanova d'Escornalbou